# Református templom (Szirma)
A Miskolchoz tartozó Szirmán a 16. század óta van református gyülekezet, amelynek eleinte fatemploma volt. Kőtemplomot a 18. században építettek.

## Korábbi templomépületek
Az 1595 és 1674 között volt templomról semmit nem tudunk, csak említés van róla, hogy állt. A Rákóczi-szabadságharc bukása után benépesült Szirma református lakói deszkatemplomot építettek, amelyet 1784-ben bontottak le.

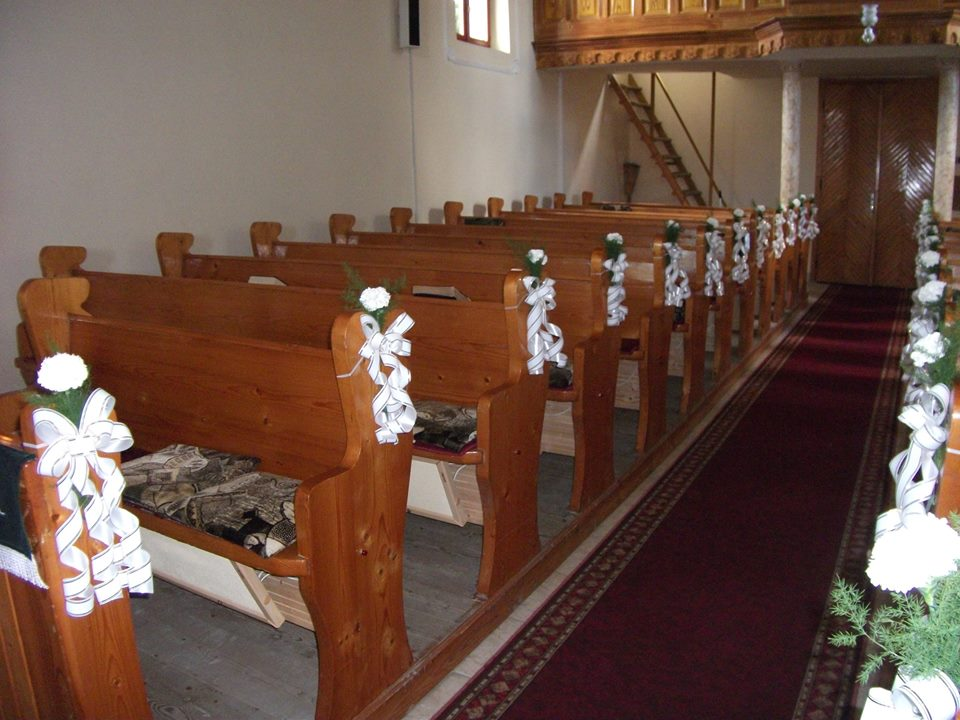
A Miskolc-Szirmai Református templom padjai

## A mai templom
Amikor 1784-ben lebontották a deszkatemplomot, hozzákezdtek egy kicsiny kőtemplom építéséhez. 1785-re elkészült ez az egyszerű, téglalap alapú sík, kazettás fa mennyezetű, torony nélküli templom, amely a ma ismert templom alapját képezi. Egy ideig jónak is bizonyult ez a templom, ám a közel 100 év alatt úgy megszaporodott a hívek száma, hogy 1871-ben ki kellett bővíteni. Kapott egy déli oldalhajót, amelynek belső mennyezete trapéz alakú, valamint keleti homlokzata elé egy 25 méteres harangtornyot. Ekkor nyerte el a templom a mai formáját. 
Később, 1958-ban készítettek két karzatot a régi hajóba, majd az elavult padok és berendezések helyett újat készítettek 1982–84 között.
Néhány éve kültéri kivilágítása lett, majd később pad alatti fűtést szereltek be a templomba.

## Harangjai
Korábban a templomnak egy harangja volt, amelyet Szabó András adományozott 1853-ban. Ezt a második világháborúban elvitték. A templomnak jelenleg két harangja van.
A 250 kg-os (75 cm) harangját a Budapesti Hm. készítette, felirata: „A szirmai ref. egyháznak Isten dicsőségére örök emlékül adományozta G. Szabó János és hitvestársa Váradi Zsófia az Úrnak 1923. esztendejében.”
A 133 kg-osat (62 cm) Gombos Lajos öntötte 1972-ben Őrbottyánban, felirata: „A Miskolc-szirmai református gyülekezet adakozásából készült Isten dicsőségére.”

## Lelkipásztorai
Jelenlegi: Ifj. Szombathy Dénes. 
Korábbiak (fordított időrendben): Id. Szombathy Dénes, dr. Marsalkó Bertalan, dr. Szőnyi György, Mauricz Gyula, Derencsényi István, Apostol Bertalan.

## Énekkara
A 19. század végétől működött dalárda a gyülekezetben, de ez a II. világháborút követő időszakban megszűnt. 
A jelenlegi háromszólamú vegyeskar 2002. október 31-én, a reformáció ünnepén alapult, azóta folyamatosan működik. Az énekkar tagjai énekelnek az istentiszteleteken és a gyülekezet jeles napjain, valamint esküvőkön, keresztelőkön, Miskolc-Szirma társadalmi ünnepségein és ökumenikus alkalmain is. 2004-től énekelnek kórustalálkozókon, és a megye különböző gyülekezeti találkozóin, többek között a „Veczán Pál” Egyházzenei Kórustalálkozón.
Repertoárjukon legnagyobb számban magyar szerzők énekeskönyvi feldolgozásai szerepelnek.

## Képek
- Miskolc-Szirma, református imaterem
- Miskolc-Szirma, református templom
- Miskolc-Szirma, református lelkészlakás